# ナメコ
ナメコ（滑子、学名: Pholiota microspora）は、モエギタケ科スギタケ属の中形のキノコの1種。栽培品が市販されている、なじみの深い食用キノコのひとつで、歯触りや舌触りが滑らかで人気がある。日本、台湾などに分布する。秋、（冷夏の年は梅雨ごろにも発生）ブナやナラなどの枯れ木や切り株などに単独または群生する。湿時はおびただしいゼラチン質の粘性物質のムチレージが分泌しており、全体にぬめりがあるのが特徴。ナメタケ、ヌメリタケと呼ぶ地域もある。

## 名称
和名「ナメコ」の由来は、キノコ全体が粘液で覆われてぬめりがあり、ぬるっとしていることから「滑らっ子」から転訛したとされる。地方名としては、ナメタケ、ナメラッコ、ヌイド、ヌラボコなどともよばれている。
学名は、1929年に伊藤篤太郎により、日本語の「なめこ」から Collybia nameko と命名された。その後に属が移され Pholiota nameko (T.Ito) S.Ito & Imai が広く使われていた。
しかし2008年、1850年に Agaricus microsporus として記載されていたヒマラヤ産の Pholiota microspora (Berk.) Sacc. と同一種だと結論付けられ、後者が有効名だと報告された。

## 生態
日本のブナ林と台湾の高地に分布し、ブナとともに進化したと考えられている。関東地方以西の平地ではブナ林がないため、ナメコが見られることはほとんどない。日本海側では、コナラの枯れ木によく発生する。
木材腐朽菌（腐生性）。中秋から晩秋にかけて、ブナやナラ、コナラ、ミズナラなどの広葉樹の枯れ木や切り株、立ち枯れた木などに単独または群生する。特にブナの倒木などに群生してみられる。冷涼な源流域の水辺では、初夏から生える。湿気を好む性質で、苔むした倒木、あるいは川辺の倒木などで見つけられる。

## 形態
傘は径3 - 10センチメートル (cm) になり、はじめ半円形で、後に平らに開く。傘の表面は茶褐色から淡褐色で、著しいゼラチン様の粘液で覆われている。肉は黄色を帯びた白色。ヒダは細かく密に直生し、はじめ淡黄色でのちに淡褐色になり、はじめのうちはゼラチン様の皮膜で覆われている。柄は長さ5 - 8 cm、上下とも同じ太さで中実、ゼラチン様のツバから上部は白色、ツバから下部は傘と同様の粘液で覆われる。乾燥してくると、ナメコの特徴である粘性があまりわからなくなる。

## 食用
食用キノコで、独特にぬめりと風味、歯切れの良さで人気がある。主な旬は9 - 11月とされ、市販されている栽培品は全体に粒が揃ってツヤがあり、傘が肉厚なものが市場価値の高い良品とされる。小指の頭ほどのものが高級とされる。天然物は栽培品よりも大型かつ肉厚で、香りも味も一層強い。
味噌汁やそばの具、鍋物に最適で、さっと湯通ししてから大根のおろし和えや山芋と混ぜた和え物などさっぱりした料理に向いている。傘の開ききっていない小さなものは、全体を覆っているゼリー状のぬめりで、和え物や汁物にするとツルツルとした喉越しが楽しめる。傘の開いた大きなものを炭火で直火焼き（焼き物）にしたものは、肉厚でよりおいしさが楽しめる。ぬめりが強いため、汁物との相性がいい。独特のぬめりは食物繊維の一種ムチレージという成分で、タンパク質の吸収を助けて胃粘膜の保護をする働きがあるといわれている。サトイモ、オクラ、レンコンの粘りと同じ成分で、天然物のナメコのほうが栽培ものより粘りが強い。
日本の市場では主に100グラム (g) 程度に袋入りで小分けされたものが流通している。市販のナメコは傘が1 - 2センチメートル (cm) 程度の幼菌がほとんどであるが、大きく育てた成菌は笠が開いて直径3 - 4 cmにもなり、ぬめりは少なめで小さいものよりも歯ごたえがよい。野生のナメコは香りが強く、大きさも栽培品よりもだいぶ大きい。使うときは、表面に汚れがあることがあるので、さっと水洗いするか、湯を回しかけて表面のぬめりと共に洗い流してから使われることが多いが、ぬめりを取り過ぎると風味や栄養分が損なわれてしまう。他のキノコよりも傷みが早く、その日に食べきれないものは、沸騰した湯で軽く湯通しして保存袋で冷凍保存するとよいと言われている。
ナメコ類似の食用キノコは、ヌメリスギタケ（ Pholiota adiposa ）、ヌメリスギタケモドキ（ Pholiota aurivella ）、チャナメツムタケ（ Pholiota lubrica ）、シロナメツムタケ（ Pholiota lenta ）がある。
未成熟のうちに収穫された栽培品よりも、成長して傘が開いたもの、中でも天然のもののほうが味も香りも優れている。

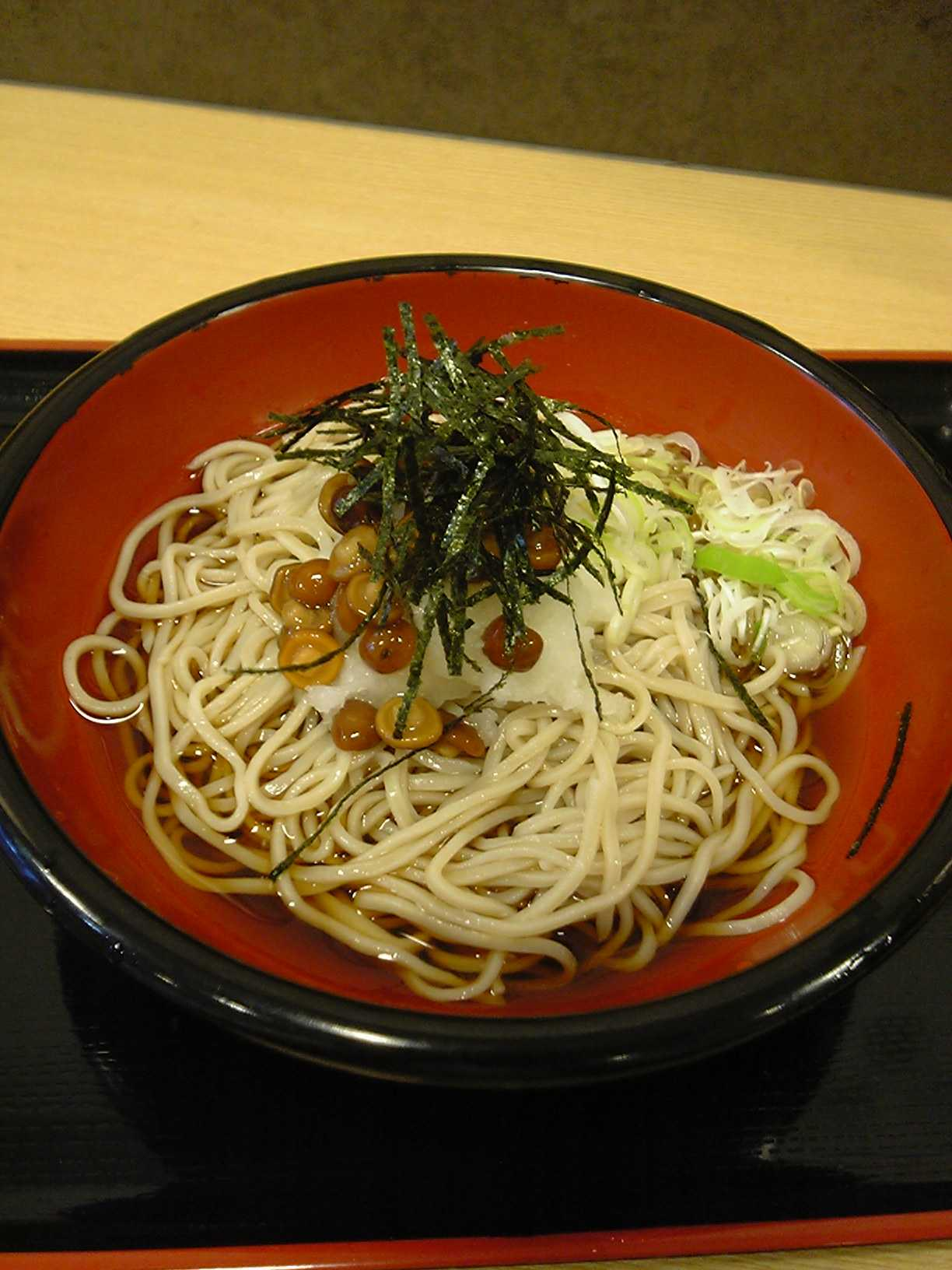
なめこおろしそば
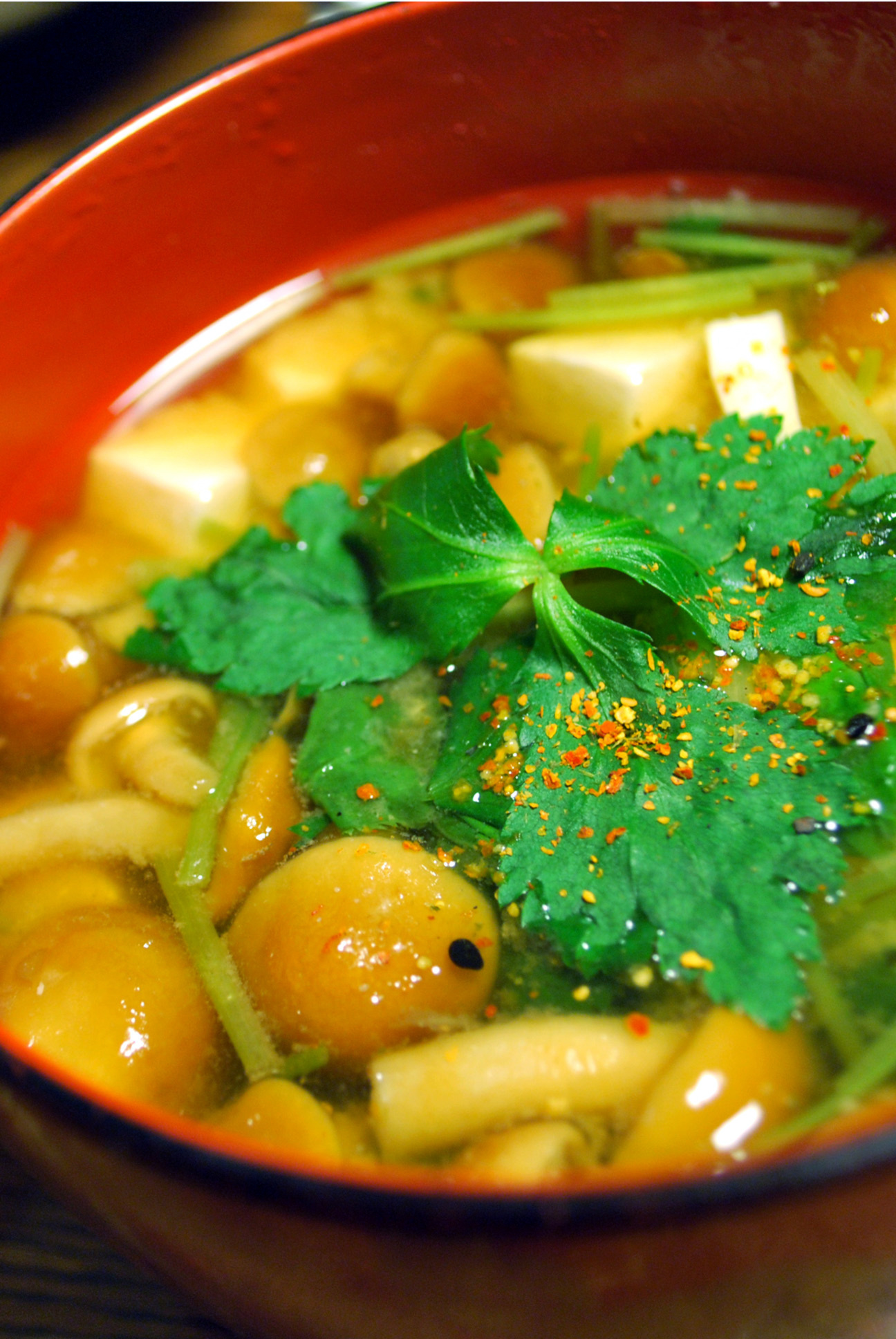
味噌汁に入ったなめこ

## 栽培と流通
ナメコはおがくずや丸太で栽培されたものが通年販売されている。広葉樹が使用され、針葉樹は使用されない。2022年現在では、市場に流通している99%が菌床栽培品である。広く人工栽培が行われ、栽培の方法も主に原木栽培とおがくず菌床栽培の二通りの方法があり、一般に市場に流通しているのは菌床栽培品である。多くのメーカーから種菌が販売されており、害菌に対する抵抗力が比較的強く家庭栽培も容易に行える。

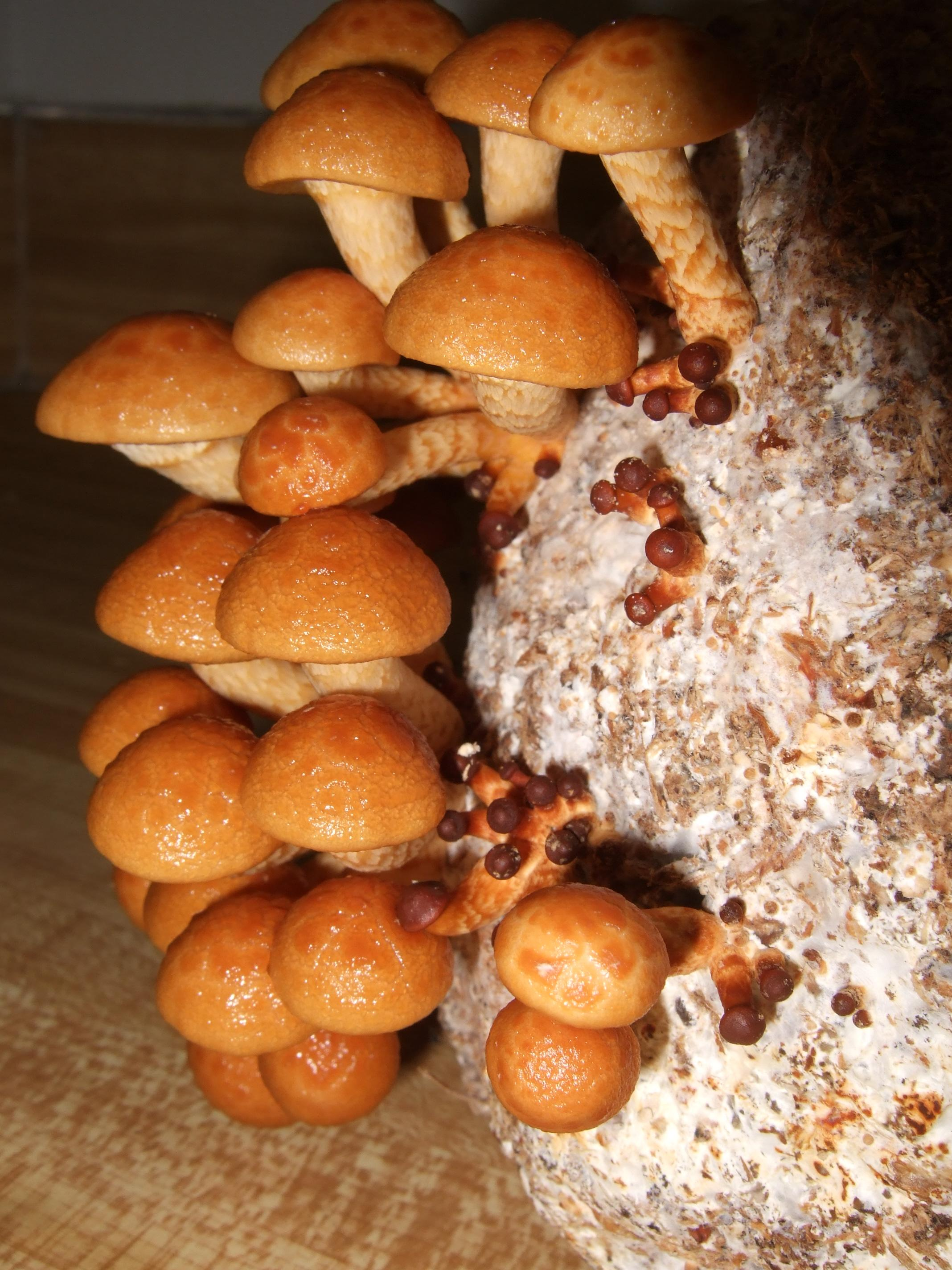
菌床栽培のナメコ
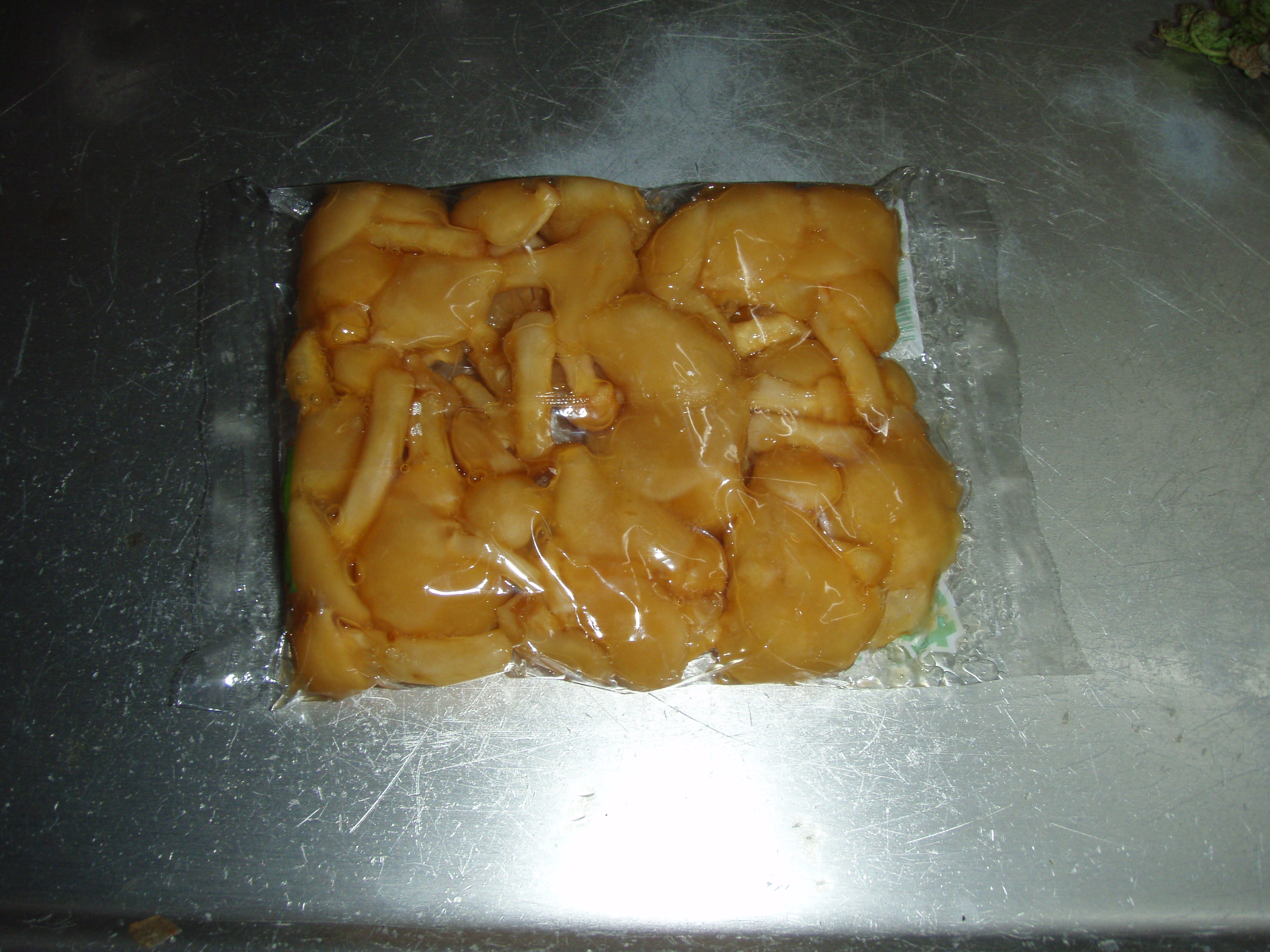
菌床栽培品 日本での流通状態の例
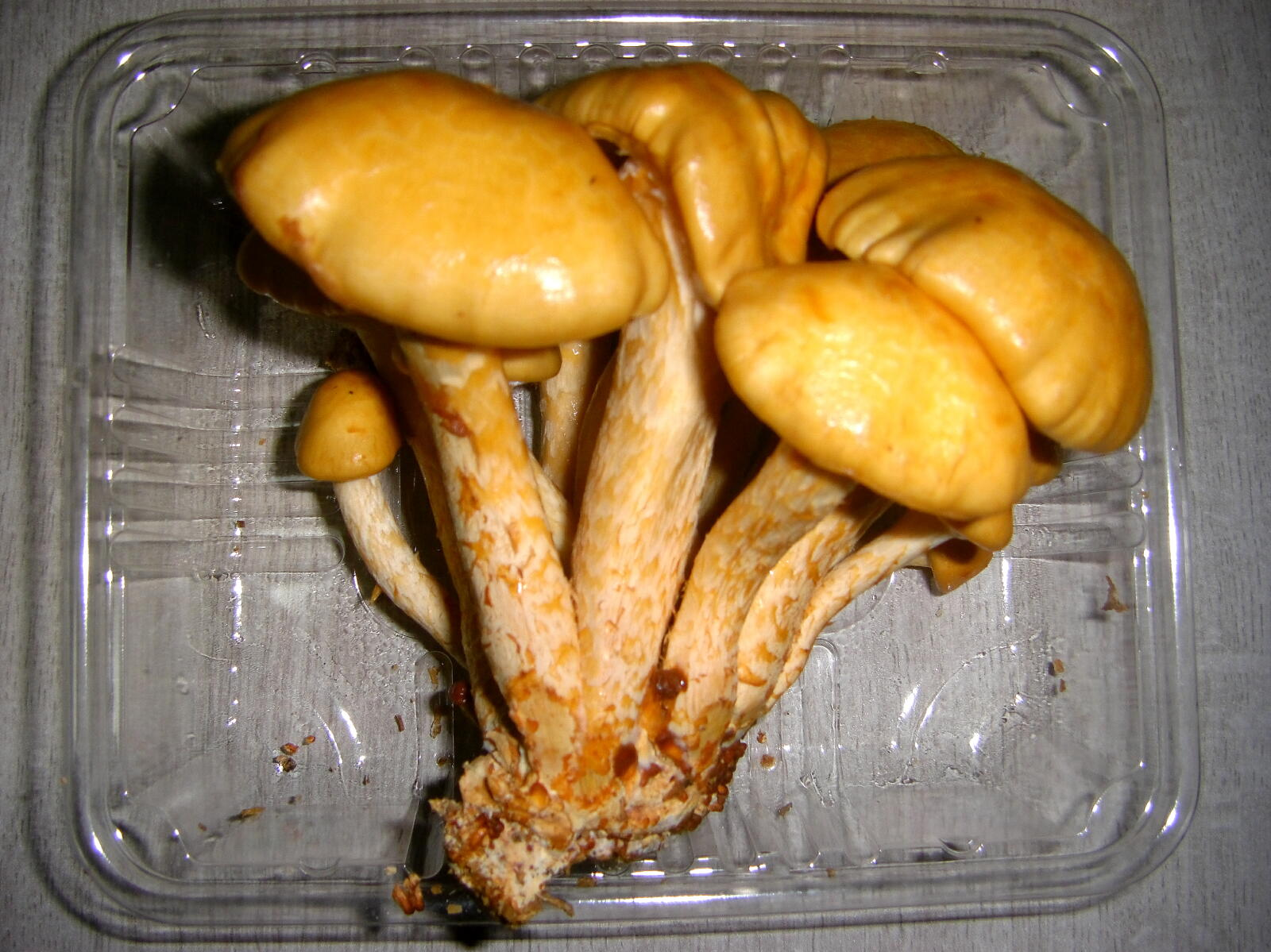
菌床栽培品 天然に近い状態で栽培された例

| 年                 | 生産量（トン） |
| ------------------ | -------------- |
| 2009年（平成21年） | 26,138         |
| 2010年             | 27,261         |
| 2011年             | 25,426         |
| 2012年             | 25,816         |
| 2013年             | 23,383         |
| 2014年             | 21,796         |

### 原木栽培
原木栽培では「短木」「普通長木」「伐根」法で栽培され、種菌の接種は「駒木」「ヌカ床」により行う。原木栽培の場合、林間の「通風があり」「湿度が幾分多め」「水はけの良い」「比較的明るい場所」が適する。一般には5月頃に種菌を接種し、接種後2夏を過ぎた秋から冬にかけて発生を始め、原木の樹種により3年間から7年間収穫される。菌を原木に埋めこんだ後に蝋などでふたをした場合特に安定して育つ。

### 菌床栽培
かつては平箱で種菌接種後、自然状態と変わらない環境下での野外栽培も行われていた。現在では栽培周期を短くするため、空調管理された室内で「平箱」「ブロック」「ビン」で栽培される。効率化と栽培周期を短くするため、ビン栽培が主流となりつつある。菌糸体が培地内に蔓延するとpHは酸性側に傾くため、培養中にpHを測定することで培地熟度を判定できる。
菌床培地には、広葉樹のオガクズに粉糠やふすまを混ぜた物が使用される。北海道立林産試験場の研究では、「乾燥オカラを混合した培地で生産した場合、増収と生育日数の短縮効果が得られた」としている。
福島大学や福島県などの研究チームによると、2022年現在、栽培に使われている種菌は、1960年代に福島県喜多方市山都町で採取された「F27」を品種改良したものであるとされる。
栽培特性
- 菌糸体の生育温度は、5℃前後 - 32℃程度、最適温度は25℃ - 26℃、好適温度は18℃ - 28℃。子実体の発生温度は5℃ - 22℃、栽培上の最適温度は12℃ -  17℃。
- 管理された環境での栽培周期は70日 - 120日程度。
- 湿度は、菌糸体蔓延中、60% - 70%、子実体発生後、90% - 95%。
- 子実体発生の光量は、50lx - 500lx。

## 類似種
倒木や切り株に生える褐色の傘を持つキノコで特に群生するものとは判別が必要となる。以下いくつか挙げる。
同じスギタケ属に属するスギタケ、スギタケモドキ、ヌメリスギタケモドキはいずれも傘の色が本種より黄色味を帯びている。また、本種の傘の鱗片は早落性でごく小さい幼菌のうちにしか見られないが、この3種は成長しても残存する。
ナラタケ類（Armillaria spp.、キシメジ科）は傘の中央部に鱗片状の突起があることも大きな特徴であり、傘に吸水性もない。ナラタケ類の柄は強靭で折って採取するときにボキボキと音を立てたことに由来すると見られるボリ、ボリボリ、オリミキなどの地方名にも特徴が見られる。柄が長いことに因むと見られるアシナガという名前もみられ、地方名にも注目すること。柄の中ほどに明瞭なツバを持つナラタケ（広義）と逆に全く欠くナラタケモドキに大きく分けられる。また、生態面でも種によっては生きている樹木に取り付いて枯死させることができるほど病原性が強く、しばしば生きている樹木にも生える。
エノキタケ（Flammulina velutipes、タマバリタケ科）は柄にツバを欠き、柄は下に行くほど濃色である。傘に鱗片は無い。エノキタケも腐朽した木材には発生せず樹皮が残っているようなものに多い。
オオワライタケ（Gymnopilus junonius、ヒメノガステル科）は傘が褐色で鱗片及び条線は無い。柄にはつばを持つ。肉には独特の不快臭がある。
クリタケ（Hypholoma lateritium、モエギタケ科）は傘が赤褐色で鱗片は無い。生態面ではしばしば腐朽がかなり進んだ木材にも見られる。クリタケは広葉樹の木材に生えるが、針葉樹の木材に生えるクリタケモドキというよく似た種もある。
ニガクリタケ（Hypholoma fasciculare、モエギタケ科）はクリタケより小さく、全体が黄色味を帯びている。ひだも黄色。生の状態で齧るとクリタケ以上に強い苦みを感じるのが特徴。生態面ではしばしば腐朽がかなり進んだ木材にも見られる。この種に関しては齧って味を見るという判定が非常に有効である。
ケコガサタケ属菌（Galerina spp.、ヒメノガステル科）は全体的に本種より小さく傘には鱗片を持たない。つばは脱落しやすいか全く欠く。乾燥時に傘の中央部が淡色になり辺縁部と濃淡の差ができる（これを傘に吸水性があるという表現をされることがある）種がある。生態面では腐朽がかなり進んで黒く変色した倒木や切り株、地面に落ちた小枝や敷き詰められた木材チップなどから発生する。この仲間にはコレラタケ（Ggalerina fasciculata）、ヒメアジロガサ（Galerina marginata）、
Galerina sulciceps（和名未定）など猛毒のアマトキシン類を含むものが幾つか知られている。
センボンイチメガサ（Kuehneromyces mutabilis、モエギタケ科）は全体的に小さく傘に吸水性があるが鱗片は無い。かなり腐朽が進んで黒く変色した朽木に群生する。

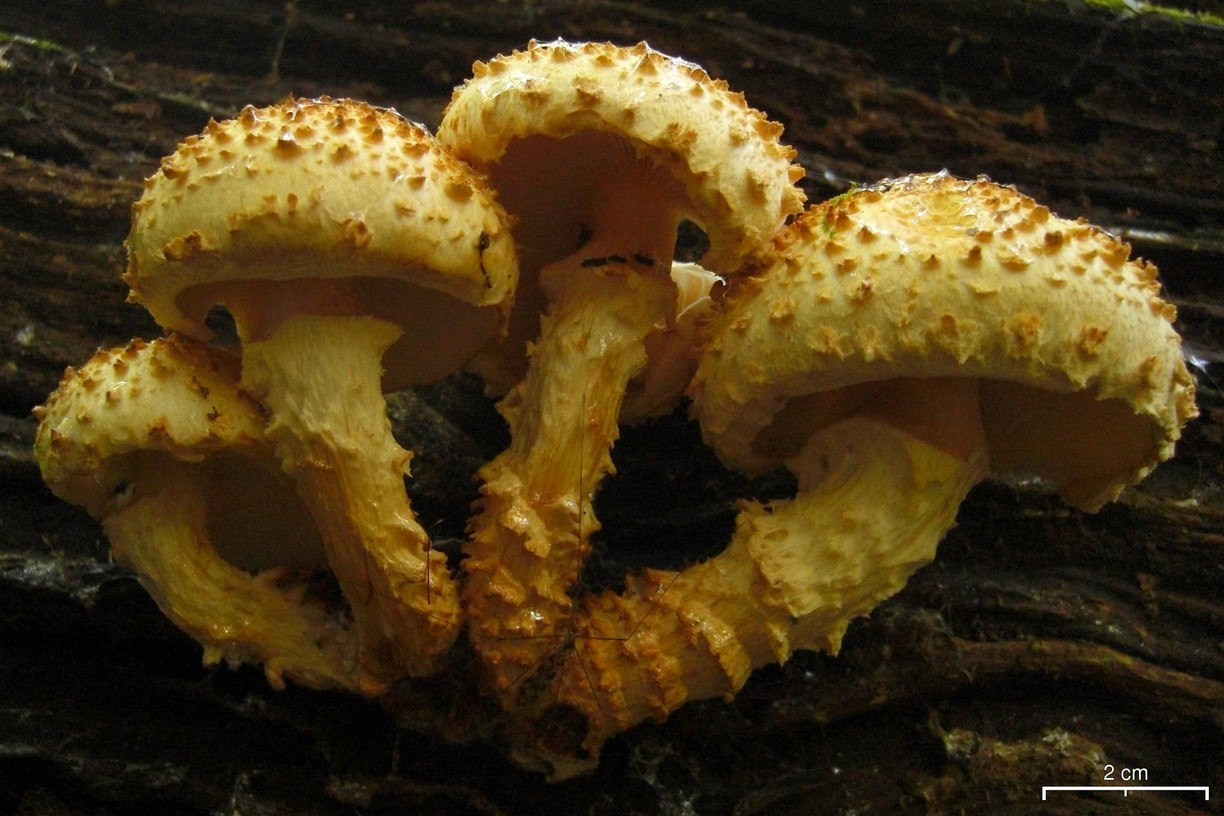
参考：スギタケモドキ
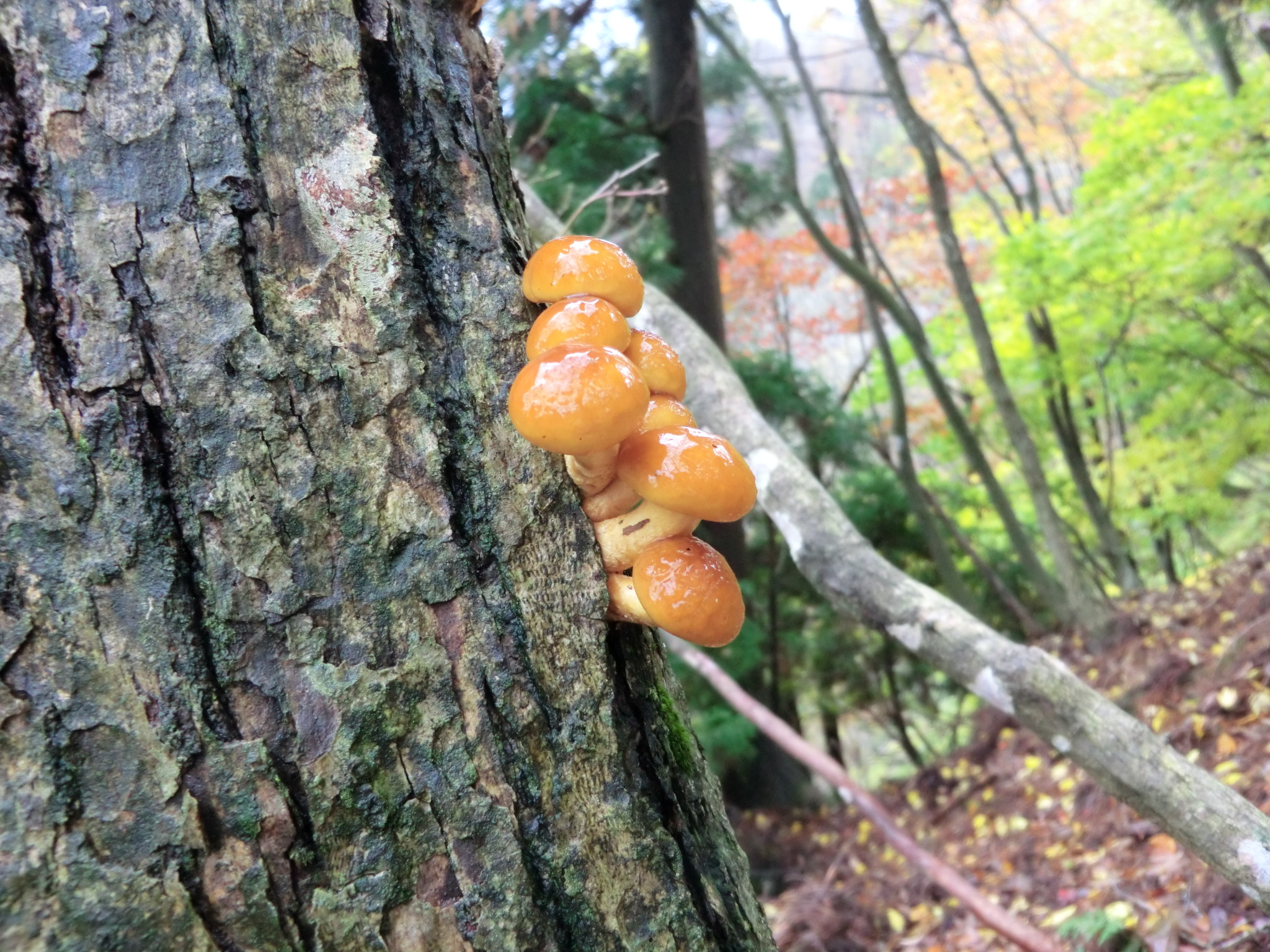
参考：ナメコ
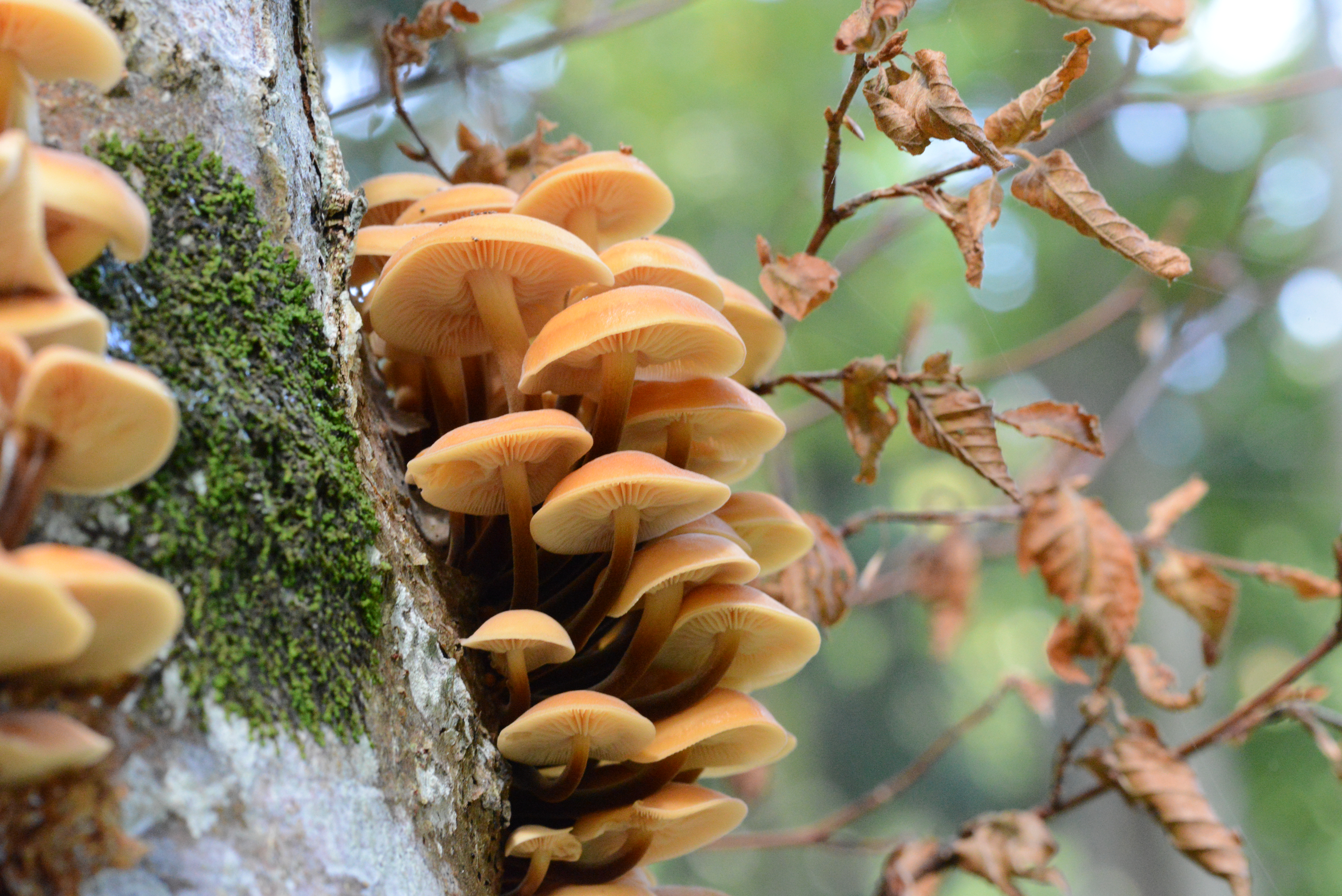
参考：エノキタケ
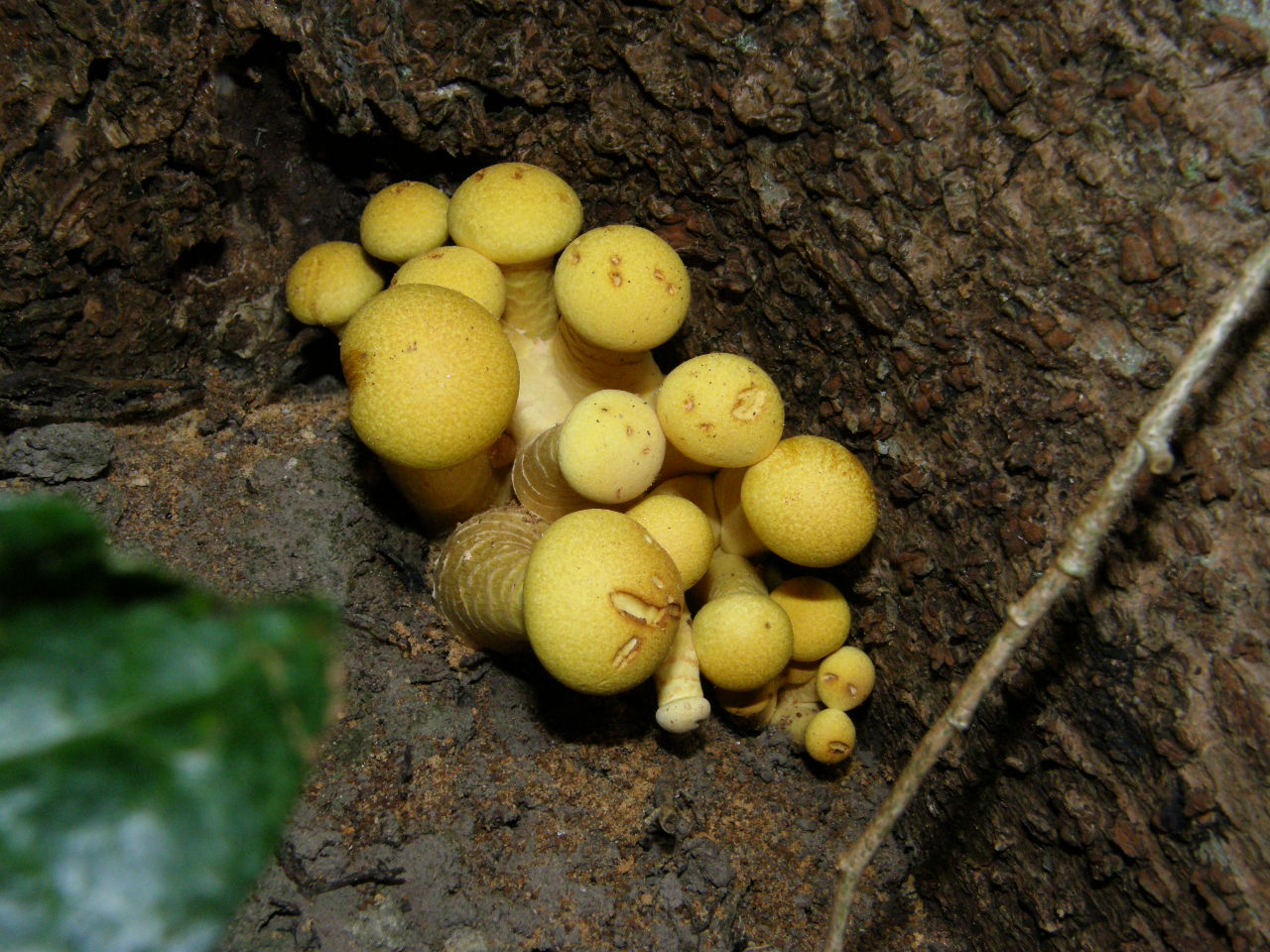
参考：オオワライタケ
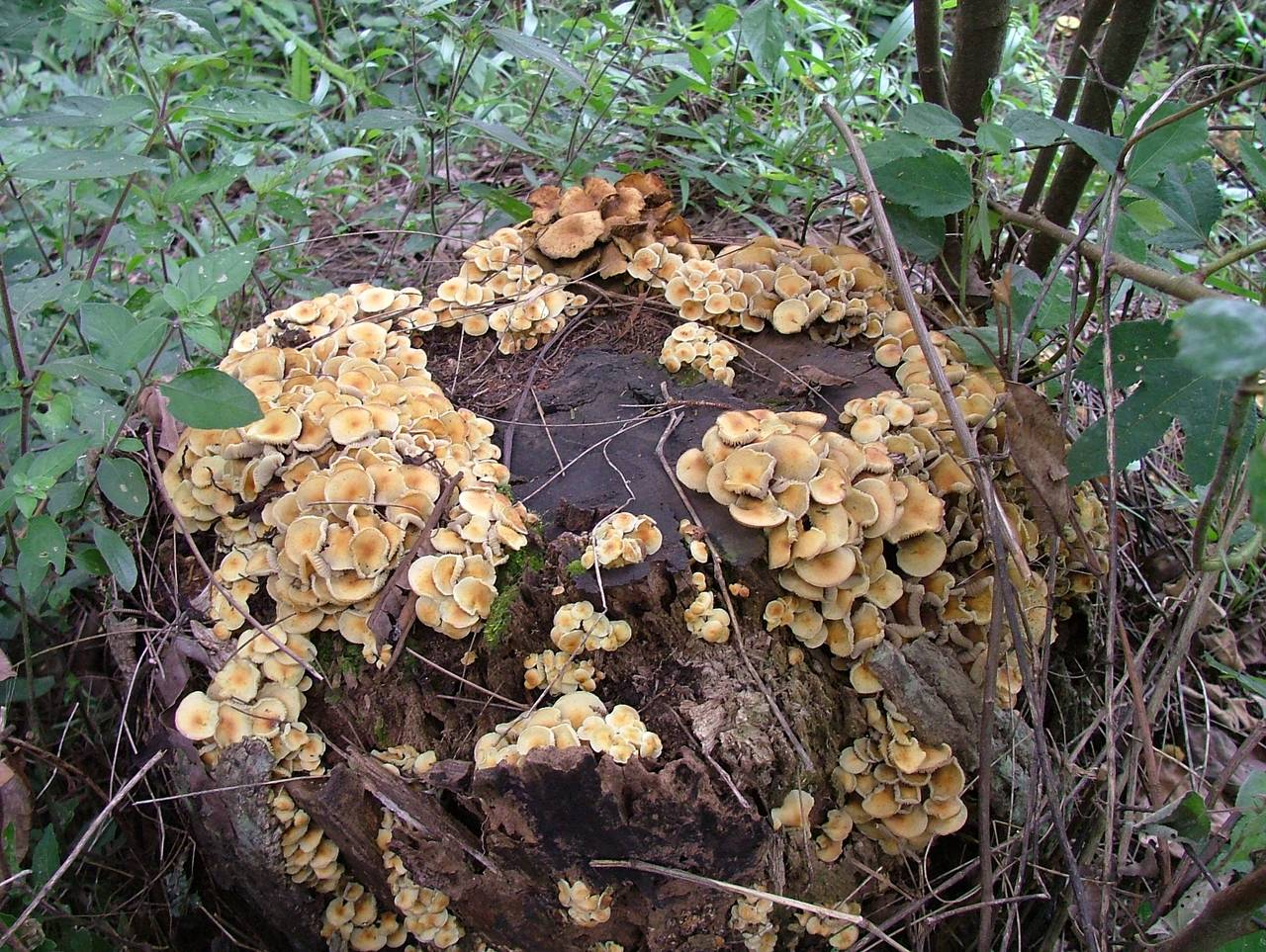
参考：ニガクリタケ
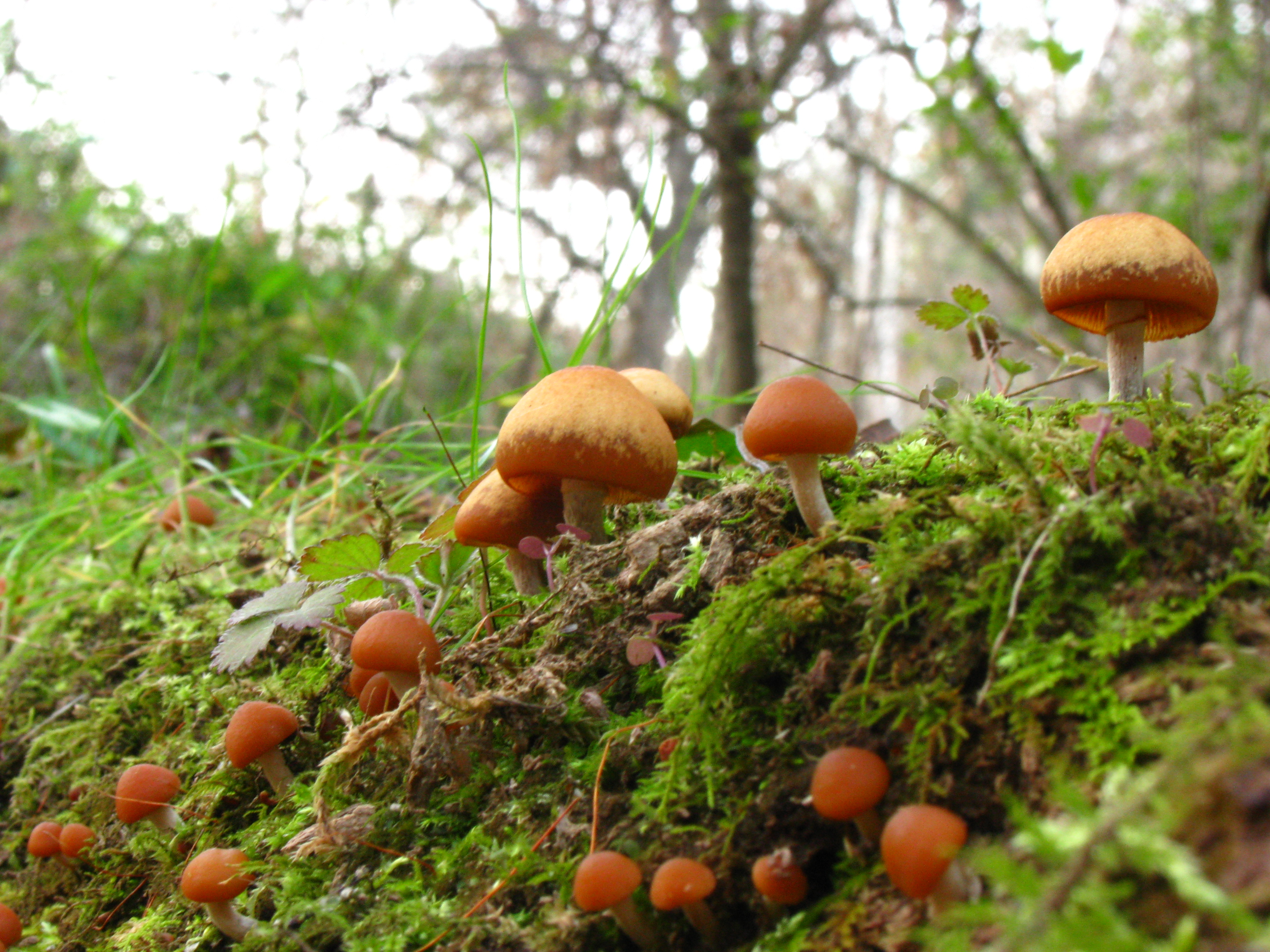
参考：ヒメアジロガサ
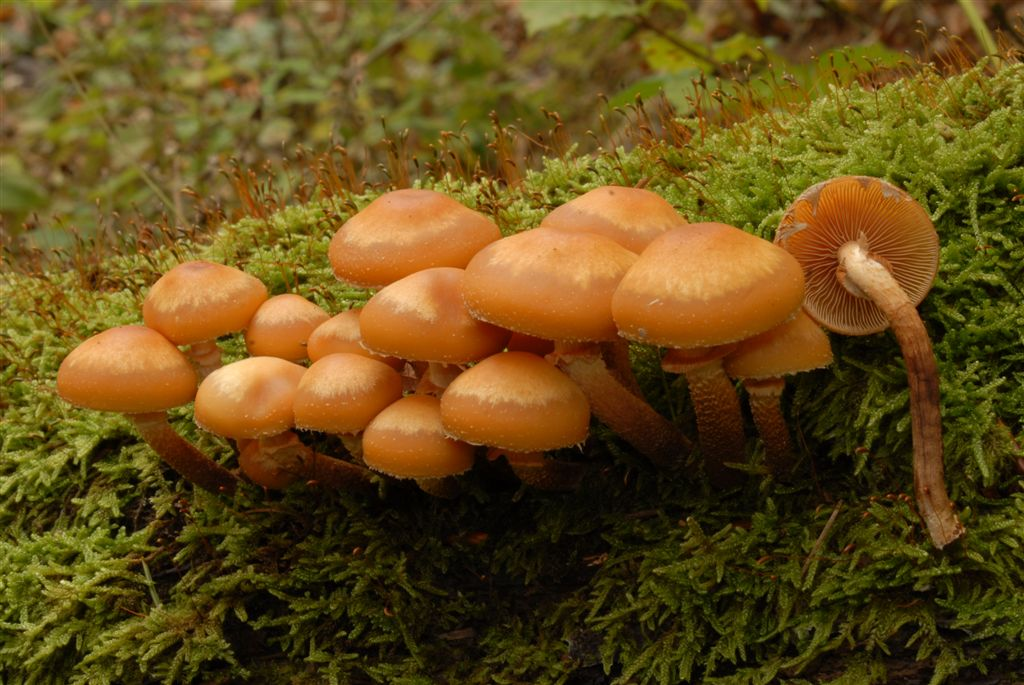
参考：センボンイチメガサ
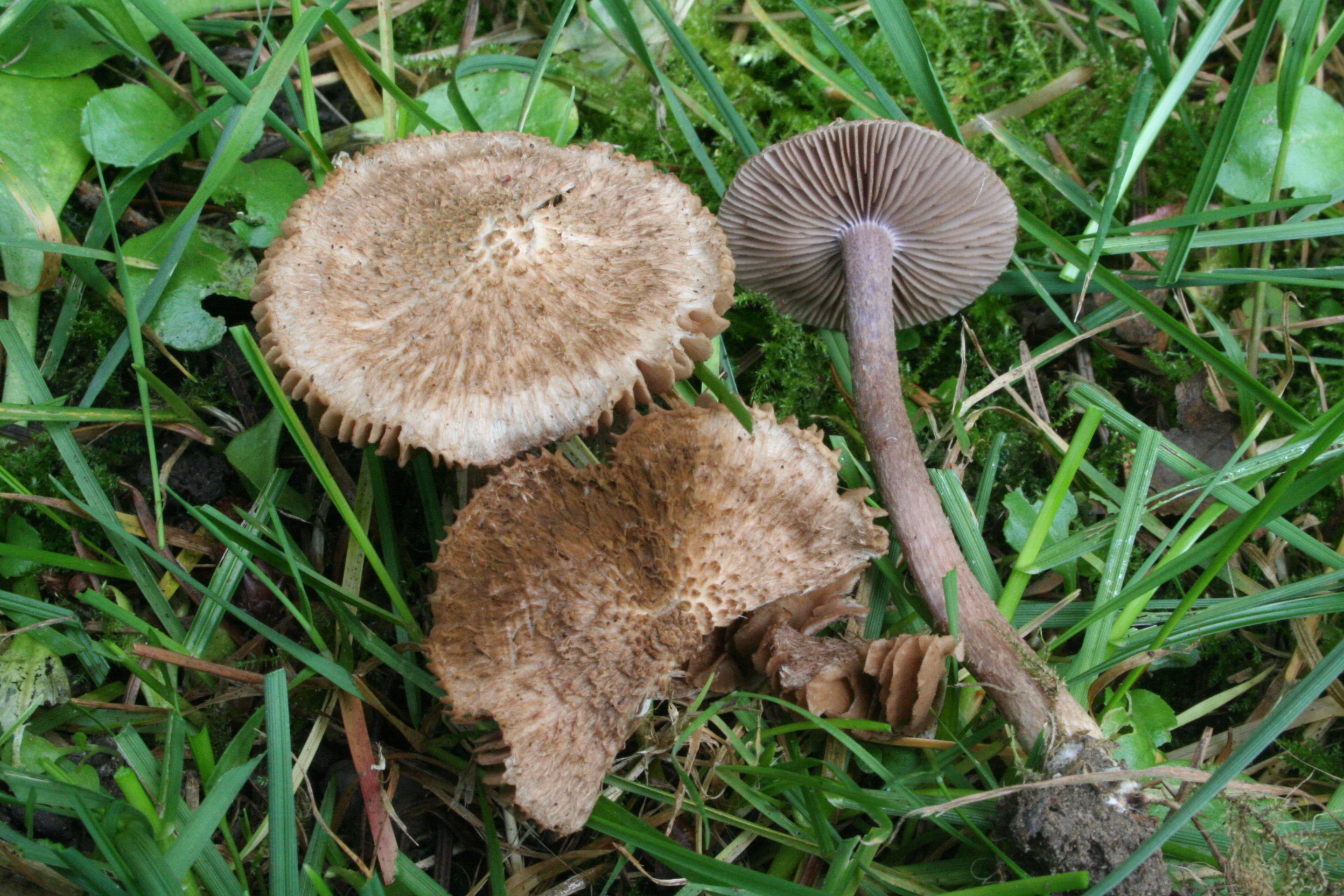
褐色で傘に鱗片が顕著なアセタケ属の一種

## ナメコをテーマとした作品
- スマートフォン用ゲーム『おさわり探偵 なめこ栽培キット』